# Jonny & Jessy
Johnny en Jessy is een Belgische film van Wies Andersen uit 1972  De hoofdrollen waren voor Wies Andersen (Jonny) en Marieke van Leeuwen (Jessy).

## Verhaal
Jonny houdt van Jessy, maar nog meer van zijn auto. Jessy besluit een einde te maken aan de relatie en daar is Jonny van onder de indruk. Wanneer hij Jessy later opnieuw ontmoet, besluiten ze het nog eens samen te proberen, maar enkele figuren uit Jessy's verleden trachten daar een stokje voor te steken.

## Cast
| Acteur                  | Personage                                    |
| ----------------------- | -------------------------------------------- |
| Wies Andersen           | Jonny                                        |
| Marieke van Leeuwen     | Jessy                                        |
| Kees Brusse             | Adjudant Ecklund                             |
| Rocco Granata           | Gino                                         |
| Walter Moeremans        | Walt                                         |
| Senne Rouffaer          | (Verdediger van Jonny                        |
| Hans Royaards           | Peter                                        |
| Jan Teulings            | Jonny's oom                                  |
| Hélène Van Herck        | Jonny's moeder                               |
| Dolf Denis              | Schipper                                     |
| Rudi Van Vlaenderen     | Voorzitter rechtbank als Rudy Van Vlaanderen |
| Marc Bober              |                                              |
| Ward Bogaert            |                                              |
| Charles Ceulemans       |                                              |
| Herman Coertjens        |                                              |
| Jan Cornelissen         |                                              |
| Brick Andersen          |                                              |
| Rudy De Jonghe          |                                              |
| Guido Eyckmans          |                                              |
| Ria Geerts-Sak          |                                              |
| Jules Goris             |                                              |
| Fons Huybrechts         |                                              |
| Louis Keersmaekers      |                                              |
| Rudy Kuypers            |                                              |
| Jos Maesen              |                                              |
| Paul Marinus            |                                              |
| John Mertens            |                                              |
| Jan Moonen              |                                              |
| Robert Peet             |                                              |
| Alfons Roeck            |                                              |
| Fernand Van der Bauwede |                                              |
| Louis Van der Poorte    |                                              |
| Louis Van Hoeck         |                                              |
| Fien Vandijck-Dries     |                                              |
| Carl Vanslambrouck      |                                              |
| Jan Vos                 |                                              |
| Jacky Wyters            |                                              |